# 埃拉梅柳里
埃拉梅柳里，是西班牙拉里奥哈自治区的一个市镇。总面积11平方公里，总人口142人（2001年），人口密度13人/平方公里。